# Хотел дел Луна
„Хотел дел Луна“ (на корейски: 호텔 델루나; на английски: Hotel del Luna) е южнокорейски сериал, който се излъчва от 13 юли до 1 септември 2019 г. по tvN.
Това е осмата корейска драма с най-висока оценка в историята на кабелната телевизия.

## Сюжет
Хотел дел Луна (официално наричан „Къщата за гости на Луната“), разположен в Сеул, не е като всеки друг хотел: всичките му клиенти са призраци и той не се вижда в истинската си форма през деня. Джанг Ман-уол е собственик на този хотел. Поради огромен грях, извършен преди повече от хилядолетие, хотелът е обвързан с нейната душа. По-късно пътят ѝ се преплита с този на Ку Чан-сонг, новият мениджър. Чрез него се разкриват мистериите и тайните зад хотела и неговата собственичка.

## Актьори
- И Джи-ън – Джанг Ман-уол
- Йо Джин Гу – Ку Чан-сонг
- Чонг Тонг Хуан – Но Джун-сук
- Шин Чонг Гън – Ким Сон-би
- Бе Хе Сон – Че Со-хи
- Пьо Джи Хун – Джи Хьон-джунг
- Канг Ми На – Чонг Су-чонг / Ким Ю-на